# Eugène Decazes
Pour les articles homonymes, voir Decazes.
Eugène Louis Frédéric Decazes, né le 31 janvier 1844 à Porto Alegre au Brésil et mort le 12 juillet 1913 à Paris, est un administrateur colonial français.

## Biographie
Eugène Decazes est le fils de Bernard Théodore Decazes (Libourne 1796 - Paris 1865), négociant, vice-consul de France à Porto Alegre (Brésil) et de  Clémence Monique Penabert (Arudy 1821 - Paris 1896). Ses parents se sont mariés à Porto Alegre, le 23 octobre 1842. il est membre des missions Savorgnan de Brazza, puis celle de Monteil. Il dirige les territoires du Haut-Oubangui lors de leur création en 1894. Il fut gouverneur du Dahomey en 1903, succédant à Charles Marchal. Il sera remplacé à Cotonou par Julien Penel.
Il se marie à Rouen le 3 juin 1890 avec Marie Marguerite Hélène Claire Souvré. La résidence française du couple dans les années 1904-1906, se situe avenue d'Aligre à Chatou.
En fin de vie, il se retire à Bastia en Corse avec son épouse, Claire Souvré. Il est Chevalier de la Légion d'Honneur en 1885, puis Officier de la Légion d'Honneur en 1904. Eugène Decazes meurt le 12 juillet 1913 à Paris dans le 5e arrondissement à l'Hôpital du Val de Grâce.
Son oncle est Georges Jean Penabert (Arudy 1825 - Paris 1903), photographe à Paris, New York (États-Unis) et à La Havane (Cuba).